# General Mamerto Natividad
General Mamerto Natividad è una municipalità di quarta classe delle Filippine, situata nella Provincia di Nueva Ecija, nella regione di Luzon Centrale.
General Mamerto Natividad è formata da 20 baranggay:
- Balangkare Norte
- Balangkare Sur
- Balaring
- Belen
- Bravo
- Burol
- Kabulihan
- Mag-asawang Sampaloc
- Manarog
- Mataas na Kahoy
- Panacsac
- Picaleon
- Pinahan
- Platero
- Poblacion
- Pula
- Pulong Singkamas
- Sapang Bato
- Talabutab Norte
- Talabutab Sur